# Perry McGillivray
Perry McGillivray (Chicago, 1893. augusztus 5. – Maywood, 1944. július 27.) olimpiai bajnok amerikai úszó, vízilabdázó, edző.